# Лі Чхан Тон
Лі Чхан Тон (кор. 이찬동, нар. 10 січня 1993) — південнокорейський футболіст, півзахисник клубу «Чеджу Юнайтед».
Виступав, зокрема, за клуб «Кванджу», а також національну збірну Південної Кореї.

## Клубна кар'єра
Вихованець юнацької команди «Чхонджу» та університетської команди з міста Інчхон.
У дорослому футболі дебютував 2014 року виступами за команду клубу «Кванджу», в якій провів два сезони, взявши участь у 86 матчах чемпіонату.  Більшість часу, проведеного у складі «Кванджу», був основним гравцем команди.
До складу клубу «Чеджу Юнайтед» приєднався 2017 року. Відтоді встиг відіграти за команду з Чеджу 11 матчів в національному чемпіонаті.
З 2019 року на правах оренди виступає за клуб Збройних сил Кореї «Санджу Санму».

## Виступи за збірні
2016 року захищав кольори олімпійської збірної Південної Кореї. У складі цієї команди провів 2 матчі. У складі збірної — учасник футбольного турніру на Олімпійських іграх 2016 року у Ріо-де-Жанейро.
2015 року залучався до лав національної збірної Південної Кореї. У складі цієї команди — учасник Кубка Східної Азії 2015.

## Титули і досягнення
- Переможець Кубка Східної Азії: 2015